# 馬基馬基約克山
13°17′07″S 71°57′21″W / 13.28528°S 71.95583°W
馬基馬基約克山（Maquimaquiyoc），是秘魯的山峰，位於該國東南部庫斯科大區，由卡爾卡省的卡爾卡區負責管轄，屬於烏魯潘帕山脈的一部分，海拔高度約4,200米。